# Reunión (escalada)

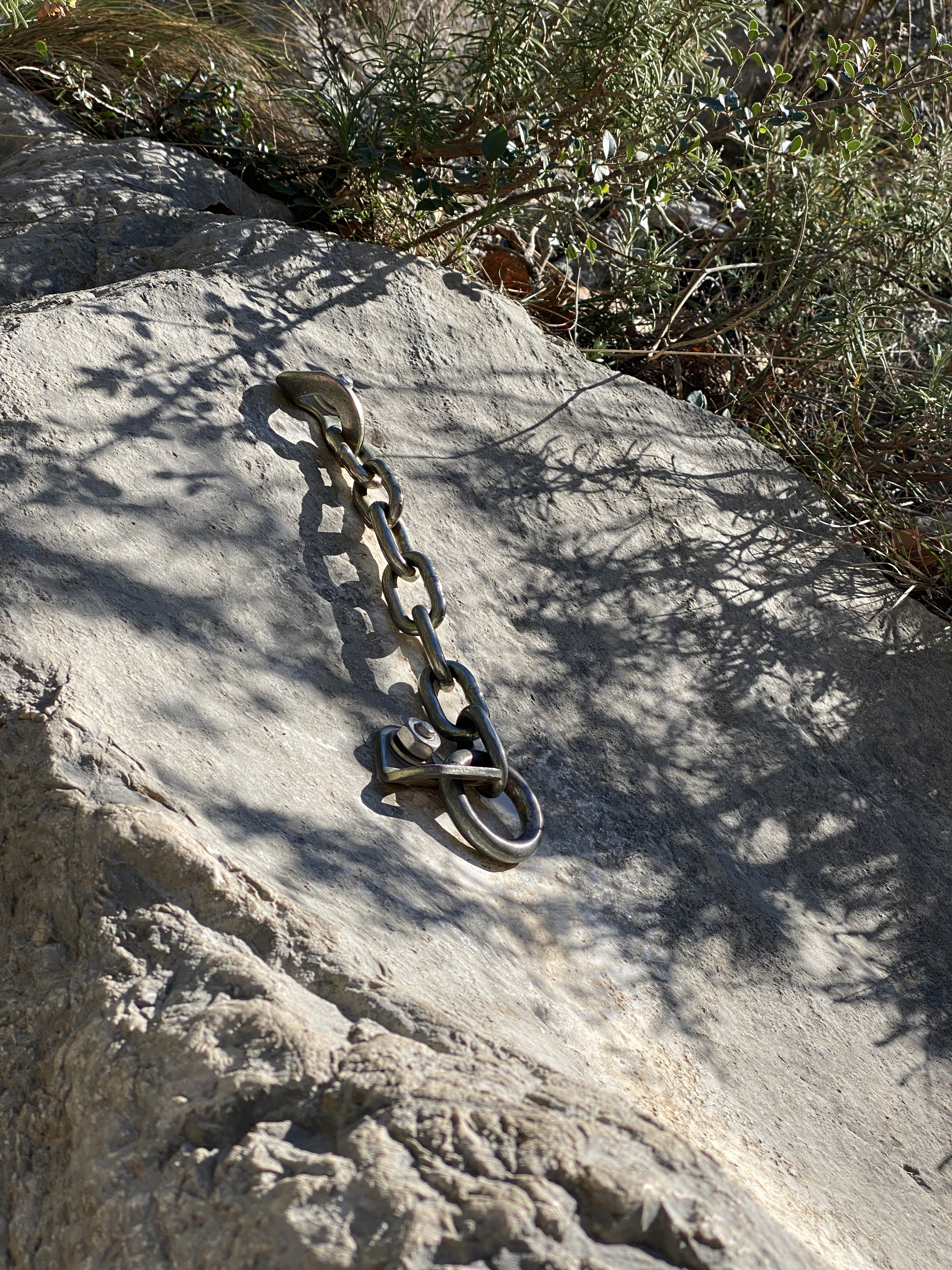
Reunión fijada en roca por medio de dos anclajes tipo parabolt. Ambas chapas están conectadas con cadena haciendo el punto único de descuelgue redundante.

Se considera reunión al punto en el cual se realiza el anclaje entre los escaladores y el medio, generalmente roca o hielo. El objetivo fundamental de las reuniones es soportar la fuerza generada por el escalador ya sea cuando este realice un descenso rapelando o en caso de caída. Otro uso que se le da a las reuniones, es el de mantener una carga estática como por ejemplo el material de escalada en el momento que no se está utilizando.

## Tipos de anclaje
Los anclajes son una de las piezas clave de la reunión ya que son los elementos que conectan todo el material con el medio, ya sea roca o hielo.

### Fijos
Se consideran anclajes fijos aquellos que una vez colocados no se retiran. 
- Puentes de roca
- Clavos
- Espits
- Parabolts
- Químicos

### Flotantes
Se consideran anclajes flotantes aquellos que una vez utilizados pueden ser retirados y ubicados en otra posición.
- Empotradores / fisureros
- Friends

### En hielo
- Clavos para hielo
- Puentes de roca en hielo

## Física de una reunión

### Reunión de un solo punto de anclaje
Cuando un solo punto se usa como anclaje, el 100% del peso del escalador o de las fuerzas que se generan en caso de una caída se aplican directamente en el anclaje.
{\displaystyle P=m\cdot g}
Donde:
P: peso (N)
m: masa (kg)
g: aceleración de la gravedad (m/s{\displaystyle ^{2}})
Ejemplo de cálculo del peso ejercido en un único punto por un escalador de 80Kg en reposo:
{\displaystyle P=80\cdot 9.85}
{\displaystyle P=788N}
{\displaystyle P=0.788KN}
El escalador ejerce una fuerza de 0.788Kn (kilo newton).

### Reunión con dos puntos de anclaje
Estableceremos los siguientes términos:
A y B : puntos de anclaje.
C: punto central de la reunión. En este punto se anclará el escalador y todos sus sistemas.
P: peso que se aplica en C.
T: distancia en línea recta entre A y B.
R: distancia medida en la línea A - B entre A y el punto de corte con A - B de la línea vertical que pasa por C.
β: ángulo medido tomando como vértice el punto C y lados C - A y C - B.
α1: ángulo medido tomando como vértice el punto C y lados C - A y línea de horizonte.
α2: ángulo medido tomando como vértice el punto C y lados C - B y línea de horizonte.

Para dos anclajes A / B y un ángulo β, todas las posibles localizaciones del punto C (línea azul) se encuentran en el arco capaz del ángulo β y segmento AB descartando la parte del mismo que se queda a la izquierda de la línea vertical que pasa por A y la derecha de la línea vertical que pasa por B.

Calculo de la fuerza en A:
Para conocer α1:
{\displaystyle \alpha 1=90-{\beta R \over T}}
Para conocer la fuerza vertical que se aplica en A:
{\displaystyle FvA=P-{PR \over T}}
Para conocer la fuerza total que se aplica en A:
{\displaystyle FtA={FvA \over \sin(\alpha 1)}}

Calculo de la fuerza en B:
Para conocer α2: 
{\displaystyle \alpha 2=90-\beta +{\beta R \over T}}
Para conocer la fuerza vertical que se aplica en B:
{\displaystyle FvB=P{R \over T}}
Para conocer la fuerza total que se aplica en B:
{\displaystyle FtB={FvB \over \sin(\alpha 2)}}
Para ejemplarizar:
Fuerza ejercida por el anclaje A:
Debido a que R/T se utiliza como un factor, no es necesario pasar las unidades al sistema internacional, pero ambas tienen que ser las mismas.
{\displaystyle \alpha 1=90-{60\cdot 15 \over 50}=72^{\circ }}
{\displaystyle FvA=800-{800\cdot 15 \over 50}=560N}
{\displaystyle FtA={560 \over \sin(72)}=588.8N}
{\displaystyle FtA=0.588KN}

Fuerza ejercida por el anclaje A:
{\displaystyle \alpha 2=90-60+{60\cdot 15 \over 50}=48^{\circ }}
{\displaystyle FvB=800{15 \over 50}=240N}
{\displaystyle FtB={240 \over \sin(48)}=322.9N}
{\displaystyle FtB=0.322KN}
Con los cálculos anteriores y para un mejor entendimiento se puede observar que:
{\displaystyle \alpha 1+\alpha 2+\beta =180^{\circ }}
{\displaystyle FvA+FvB=P}
- Datos: Q1422055
- Multimedia: Climbing anchors / Q1422055